# شاهد جهانی
شاهد جهانی یا گلوبال ویتنس (به انگلیسی: Global Witness)، یک سازمان غیردولتی بین‌المللی است که در سال ۱۹۹۳ بنیان‌گذاری شد و برای از بین بردن پیوندهای میان بهره‌برداری از منابع طبیعی، درگیری، فقر، فساد، و نقض حقوق بشر در سراسر جهان فعالیت می‌کند. این سازمان دفترهایی در لندن و واشینگتن دارد، شاهد جهانی اظهار می‌دارد که هیچ وابستگی سیاسی ندارد. جیلیان کالدول در ژوئیه ۲۰۱۵ به عنوان مدیر اجرایی به این سازمان پیوست و مارک استفنز در مارس ۲۰۱۶ به عنوان رئیس هیئت مدیره منصوب شد. در فوریه ۲۰۲۰، مایک دیویس مدیرعامل شاهد جهانی شد.
روش‌شناسی شاهد جهانی ترکیبی از بررسی‌های پژوهشی، انتشار گزارش‌ها و اجرای کارزارهای حمایتی است. گزارش‌ها در اختیار دولتها، سازمان‌های بین‌المللی، جامعه مدنی و رسانه‌ها قرار می‌گیرد. هدف از این امر شکل‌دادن به سیاست جهانی و تغییر تفکر بین‌المللی دربارهٔ استخراج و تجارت منابع طبیعی و پیامدهایی است که بهره‌برداری فاسد و ناپایدار می‌تواند بر توسعه، حقوق بشر و ثبات ژئوپلیتیکی و اقتصادی داشته باشد.

## درآمد
بیشتر بودجه شاهد جهانی از کمک‌های بلاعوض توسط بنیادها، دولت‌ها و سازمان‌های خیریه تأمین می‌شود. یکی از خیرین اصلی آنها مؤسسه جامعه باز است که دیده‌بان حقوق بشر را نیز تأمین مالی می‌کند. شاهد جهانی، همچنین از دولت‌های نروژ و بریتانیا، بنیاد Adessium و Oxfam Novib پول دریافت می‌کند.